# Großsteingrab Møllebjerggård
Das Großsteingrab Møllebjerggård war eine megalithische Grabanlage der jungsteinzeitlichen Nordgruppe der Trichterbecherkultur im Kirchspiel Ramløse in der dänischen Kommune Gribskov. Es wurde im 19. Jahrhundert zerstört.

## Lage
Das Grab lag im Norden von Ramløse Bakker an der Stelle des heutigen Hauses Møllebjergvej 26. In der näheren Umgebung gibt bzw. gab es mehrere weitere megalithische Grabanlagen. Erhalten ist das etwa 1,7 km nordöstlich gelegene Großsteingrab Skjerød Baunebakke.

## Forschungsgeschichte
Mitarbeiter des Dänischen Nationalmuseums führten im Jahr 1886 eine Dokumentation der Fundstelle durch. Zu dieser Zeit waren keine baulichen Überreste der Anlage mehr erhalten.

## Beschreibung
Die Anlage besaß eine runde Hügelschüttung unbekannter Größe, die mit einer steinernen Umfassung umgeben war. Der Hügel enthielt eine Grabkammer, die als kleiner Dolmen anzusprechen ist. Die Maße und die Orientierung der Kammer sind nicht überliefert. Sie bestand aus zwei größeren Wandsteinen an den Langseiten und zwei Abschlusssteinen an den Schmalseiten.